# Top Priority
Albums de Rory Gallagher
Photo-Finish
(1978) Stage Struck
(1980)
Singles
1. Philby
Sortie : 1979

Top Priority est le dixième album (le huitième en studio) du guitariste-chanteur irlandais Rory Gallagher. Il est paru le 16 septembre 1979 sur le label Chrysalis Records et a été produit par Rory Gallagher et Alan O'Duffy.

## Historique
Après avoir tourné intensément en Europe et aux États-Unis pour la promotion de l'album Photo-Finish, Rory et ses musiciens sont de retour dans les studios du producteur allemand Dieter Dierks près de Cologne pour enregistrer ce nouvel album. La musique proposée est dans la continuité de l'album précédent, un hard rock teinté de blues brutal et direct.
Cet album sera le dernier album en studio avec le batteur Ted McKenna, ce dernier partira après la tournée de promotion pour rejoindre dans un premier temps le groupe de Greg Lake, puis Gary Moore.
Le titre Top Priority vient du fait que le label Chrysalis avait promis à Rory Gallagher que cet album sera leur toute première priorité lors de sa sortie. Rory le nomma donc ainsi pour rappeler la promesse que lui a fait sa maison de disque et pour que celle-ci tienne son engagement.
Dans la chanson Philby, Rory fait le parallèle entre sa vie sur la route et celle de  Kim Philby, célèbre agent double britannique au service des renseignements soviétiques. Pour ce titre, Rory joue sur un sitar électrique de la marque Coral que lui avait prêté le guitariste de The Who, Pete Townshend.
À l'époque de la réalisation de cet album, la peur de l'avion de Rory s'amplifie mais ce dernier ne veut rien changer à son style de vie et la chanson Just Hit Town est basée sur ces faits.
Cet album se classa à la 56e place des charts britanniques.
Buddah Records a réédité l'album en CD en 1999 avec deux titres bonus : Hellcat qui était la face B du single Philby, et The Watcher.

## Liste des titres
- Tous les titres sont signés par Rory Gallagher, sauf indication

Face 1
| No | Titre         | Durée |
| -- | ------------- | ----- |
| 1. | Follow Me     | 4:40  |
| 2. | Philby        | 3:51  |
| 3. | Wayward Child | 3:31  |
| 4. | Keychain      | 4:09  |
| 5. | At the Depot  | 2:56  |

Face 2
| No | Titre             | Durée |
| -- | ----------------- | ----- |
| 6. | Bad Penny         | 4:03  |
| 7. | Just Hit Town     | 3:37  |
| 8. | Off the Handle    | 5:36  |
| 9. | Public Enemy N° 1 | 3:46  |

| 10. | Nothing But the Devil (Jerry West) | 3:41 |

| 11. | Hellcat     | 4:50 |
| 12. | The Watcher | 5:46 |

## Les musiciens
- Rory Gallagher : chant, guitares, dulcimer, harmonica
- Gerry McAvoy : basse
- Ted McKenna : batterie

## Charts et certifications
| Pays             | Durée du classement | Meilleur classement |
| ---------------- | ------------------- | ------------------- |
| Allemagne        | 2 semaines          | 44e                 |
| États-Unis       | 4 semaines          | 140e                |
| Norvège          | 1 semaine           | 38e                 |
| Nouvelle-Zélande | 2 semaines          | 34e                 |
| Royaume-Uni      | 4 semaines          | 56e                 |

| Pays        | Certification | Ventes   | Date |
| ----------- | ------------- | -------- | ---- |
| Royaume-Uni | Argent        | 60 000 + | 1980 |